# Sorry to Interrupt
«Sorry to Interrupt» es un sencillo de Jessie J, Rixton y Jhené Aiko, lanzado el 10 de junio de 2015 para la campaña "Crazy Good Summer", creado para promover los cereales Pop-Tarts, lanzado al mercado por Kellogg. La canción fue producida por DJ Mustard

## Promoción
El 10 de junio de 2015, se publicó un video de la canción en el canal KellogsPopTarts y aunque se retiró más tarde se volvió viral. El 25 de julio de 2015, Jessie J, junto con Rixton y Jhené Aiko, cantaron la canción en vivo por primera vez. Esta es la tercera colaboración de tres vías para Jessie J, después de "Wild" con Big Sean y Dizzee Rascal, lanzada como el primer sencillo del segundo álbum del cantante y compositora británica, Alive (2013), y "Bang Bang" con Ariana Grande y Nicki Minaj. También "Bang Bang" fu lanzado como el primer sencillo del álbum Sweet Talker (2014), el tercer álbum de estudio de Jessie J.